# All-Star Weekend de la NBA

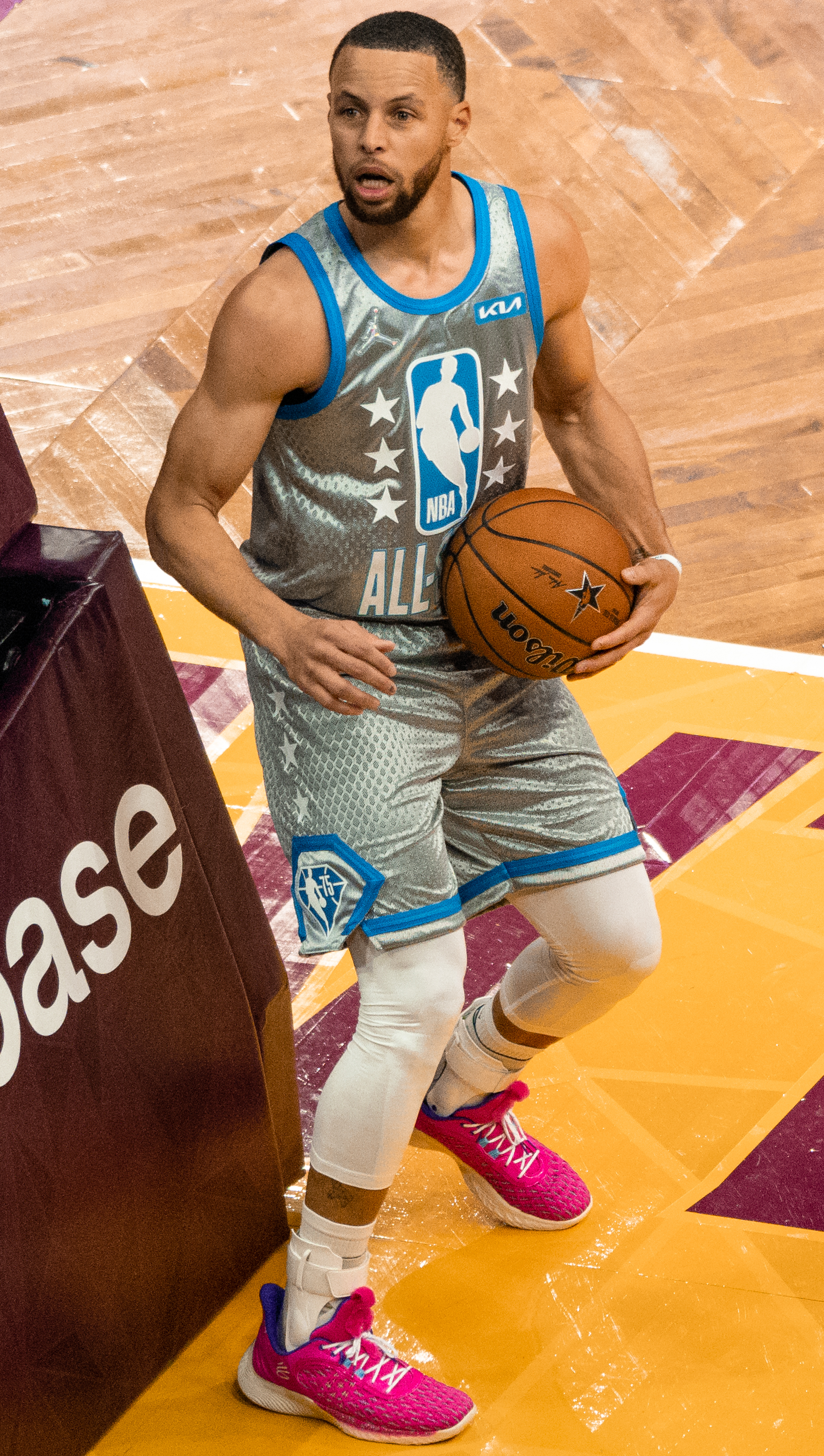
Stephen Curry en el All-Star Weekend 2022

El All-Star Weekend (fin de semana de las estrellas) son tres días en los que se celebran diferentes eventos lúdico-deportivos por parte de los mejores jugadores de la NBA.
- All-Star Game de la NBA (partido de las estrellas): partido que enfrenta a los mejores jugadores del momento. Hasta 2017 se enfrentaron el equipo de la Conferencia Este contra el de la Conferencia Oeste, pero en 2018 se cambió el sistema; se votan los 12 mejores jugadores de cada conferencia, igual que antaño, pero a partir de ahora el jugador más votado de cada conferencia elegía su equipo a su gusto seleccionando entre el resto de jugadores votados, formándose así los dos equipos.
- Premio Kobe Bryant al MVP del All-Star Game de la NBA (Jugador más valioso del All-Star Game): elección del mejor jugador del Partido de las Estrellas.
- Rising Stars Challenge: duelo entre los mejores jugadores jóvenes de la liga. Hasta 2015 enfrentaba a los jugadores de primer año (rookies) contra los de segundo año (sophomores), pero desde entonces se enfrentan los mejores jóvenes de Estados Unidos contra los del resto del mundo.
- Concurso de Triples: los mejores tiradores de tiros de tres se enfrentan en sucesivas rondas eliminatorias hasta quedar un ganador.
- Concurso de Mates: los mejores matadores ponen el espectáculo en uno de los eventos más esperados del fin de semana. Se enfrentan en sucesivas rondas eliminatorias hasta quedar un ganador.
- Concurso de Habilidades: competición que pone a prueba el dominio del balón. Dedicada mayoritariamente a los bases más rápidos y hábiles de la liga, aunque cada vez son más los jugadores altos que participan.
- Concurso "Shooting Stars": partido de dos equipos de tres jugadores, que constan cada uno de un jugador NBA, una componente de la liga femenina WNBA y una leyenda retirada.